# Lambert van Haven
Lambert von Haven (* 16. April 1630 in Bergen (Norwegen); † 9. Mai 1695 in Kopenhagen) war als Maler und Architekt in Kopenhagen sowie Generalbaumeister und Inspektor aller Kunstsammlungen des dänischen Königs Christian V.

## Leben

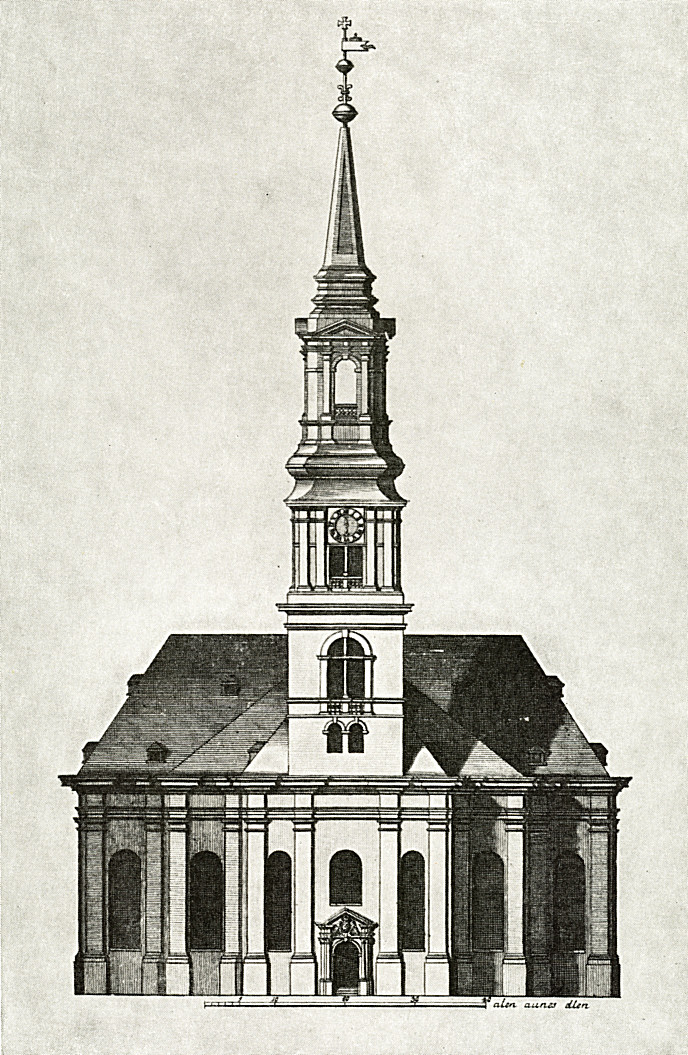
Erlöserkirche mit einer frühen Turmvariante des Barock ohne die Spindel

Lambert von Haven war Sohn des aus Stralsund stammenden Porträtmalers Salomon Haven († 1670), der sich um 1625, als Bürger angenommen 1633, in Bergen angesiedelt hatte. Lamberts Bruder Michael von Haven († ca. 1683) war Porträtmaler und Zeichenlehrer an der Sorø Akademi und später in Frederiksborg. Der Sohn Lamberts, Peter Nikolaj von Haven († Jahreswende 1761/62) wurde als Medailleur und Stempelschneider Inspekteur der Kopenhagener Münze.
Lambert von Haven wurde durch König Friedrich III. von Dänemark und Norwegen in seiner Ausbildung gezielt gefördert. Zusammen mit seinem Bruder Michael wurde er nach Italien geschickt. Zu seinem Auftrag gehörte neben der Fortbildung in der klassischen Architektur der Ankauf von Kunstwerken für die Sammlungen des Königlichen Hofes in Kopenhagen. In den Jahren 1668/69 erwarb er so für das Königshaus 69 Gemälde, überwiegend in Rom und Venedig. Nach seiner Rückkehr 1670 wurde er im Jahr 1671 zum Generalbaumeister ernannt. Unter seiner Leitung entstand das neue Stadttor Nørreport (deutsch Nordertor) (1670), das 1856 abgetragen wurde, das ebenfalls nicht erhaltene Blaue Lusthaus im Park von Schloss Rosenborg sowie die dortige Kommandantenwohnung. Schloss Christiansborg erhielt durch ihn 1674/75 das Torhaus und Anbauten. Als sein Hauptwerk gilt die Erlöserkirche, deren Schneckenturm allerdings erst 1747/50 durch den Architekten Laurids de Thurah hinzugefügt wurde. Wegen des schlechten Baugrunds zog sich die Errichtung der Kirche von 1682 bis zur Weihe 1696 kurz nach von Havens Tod hin.
Als Verwalter der Königlichen Kunstsammlungen und Verwalter von Schloss Frederiksborg oblag Lambert von Haven auch die Ausstattung. Seine Ausstattung der Galerie und des Audienzsaales blieb bei dem Schlossbrand des Jahres 1859 unbeschädigt.